# Digimon, le film
Série Digimon
Digimon Adventure 02 Kōhen: Chōzetsu Shinka!! Ōgon no Digimental Digimon Tamers: Bōkensha-tachi no Tatakai
Pour plus de détails, voir Fiche technique et Distribution.
Digimon, le film (Digimon: The Movie) est un film d'animation américano-japonais produit par Saban Entertainment et adapté des deux premières saisons de la série télévisée événement japonaise, Digimon, sorti le 6 octobre 2000 aux États-Unis et le 4 avril 2001 en France. 
Cette production rassemble trois courts métrages indépendants en un seul récit homogène dans le ton, les dialogues et l'intrigue en raison d'obligations contractuelles avec Toei Animation et Bandai : Digimon Adventure, le film (1999), Bokura no Uō Gēmu! et le film Digimon 02 de 2000. En conséquence du nombre de changements apportés, le film est considéré comme une œuvre américaine originale par la presse.
Aux États-Unis et au Canada, le film est distribué par 20th Century Fox. En France, il est distribué par UFD. Digimon, le film a été un succès au box-office, en rapportant plus de 16 millions de dollars dans le monde (équivalent à 29 203 502 $ en 2022) pour un budget de production de 5 millions de dollars. En France, le film devient, durant treize ans, le 8e film d'animation japonais à licence dans le box office français,. Il est accueilli plus positivement des fans et du public que des critiques, et a depuis acquis un petit statut de film culte,,,.
Le 29 juillet 2023, les droits de Digimon, le film sont acquis par l'éditeur américain Discotek Media.

## Synopsis

### Il y a huit ans
Le premier chapitre du film est issu du premier court-métrage Digimon Adventure, et se déroule au quartier de Bellevue, Japon, « Il y a huit ans ». Cette première partie nous montre la première rencontre de deux enfants avec un Digimon : une nuit, Tai et sa sœur Kari aperçoivent un digi-œuf qui émerge de leur ordinateur ; celui-ci éclot et une étrange créature de couleur noir non-identité par les deux enfants (Botamon) en sort. Au fur et à mesure, le monstre se développe et se transforme en un amical Koromon doué de paroles. Ce petit monstre se transforme en un énorme dinosaure jaune (Agumon), et perd toute raison ; il fuit dans la rue avec Kari sur son dos. Tai le traque à travers la ville pour récupérer sa sœur. Un second digi-œuf apparaît dans le ciel pour révéler une autre créature, ressemblant à une sorte d'aigle (Parrotmon). Les deux monstres se lancent dans un combat au cours duquel la créature que les deux enfants désignent sous le nom de Koromon se transforme ; en une sorte de dinosaure encore plus imposant pour lui tenir tête et qui se présente sous le nom de Greymon, mais celui-ci tombe K.O. Tai, désespéré de le voir à terre, prend le sifflet de Kari et souffle dedans pour le réveiller et l'encourager. Il vainc Parrotmon, et Greymon disparaît avec lui. Au petit matin, seules les traces du combat subsistent. Quatre années plus tard, Tai, Kari et tous les enfants ayant assisté à ce combat deviendront les « digisauveurs » et vivront d'étonnantes aventures dans le digimonde.

### Quatre ans plus tard
La deuxième partie du film est issue du second court-métrage Digimon Bokura no Uō Gēmu! et est le deuxième chapitre du film, « Quatre ans plus tard ». Izzy découvre un digi-œuf infecté affectant tout le réseau ; il informe Tai de ce fléau. Ils utilisent l'ordinateur du père de Tai pour y voir l'éclosion du virus. Gennai apparaît ensuite sur l'ordinateur et envoie directement Agumon et Tentomon à travers le réseau pour arrêter ce virus nommé Keramon. Durant leur combat, Keramon se digivolve en Infermon et les bat.
Un garçon du Colorado, aux États-Unis, nommé Willis contacte Izzy et devient un allié pour trouver un moyen de ralentir Infermon. Tai s'emporte furieusement en essayant de contacter le reste de l'équipe des digisauveurs mais il ne parvient qu'à contacter Matt et son frère T.K. en utilisant le système de messagerie téléphonique de leur grand-mère à la campagne. Les deux frères trouvent un ordinateur chez un barbier du quartier et parviennent à les contacter et à envoyer leurs partenaires Gabumon et Patamon au combat. Les deux Digimon n'ont pas pu battre le virus à cause de nombreux e-mails qui affluent et saturent la connexion de l’ordinateur, envoyés par les enfants du monde entier. Frustré, Tai cogne l'ordinateur qui affiche un écran bleu, laissant WarGreymon inconscient dans le réseau. Infermon, devenu Diaboromon communique alors par l'intermédiaire d'un e-mail « Qui peut compter de dix à zéro ? » et se multiplie par million, un compte à rebours de 10 minutes se déclenche ; Willis découvre que le monstre a infecté les ordinateurs du Pentagone, qui lancent deux missiles balistiques intercontinentaux nucléaires : l'un dirigé vers le Colorado, l'autre vers le lieu de vie des deux digisauveurs. WarGreymon et MetalGarurumon se réveillent progressivement avec le même objectif en tête : vaincre Diaboromon, mais les deux Digimon sont réduits à néant par les millions de copies de Diaboromon. Tai et Matt rentrent mystérieusement dans le réseau pour parler à leurs partenaires. Les deux garçons les aident à se relever, voulant combattre avec eux, tandis qu’un véritable mur des nombreux e-mails d'enfants se forme et les entoure. Grâce à l'âme de ces millions d'enfants à travers le monde, WarGreymon et MetalGarurumon se digivolvent pour ne former qu'un monstre surpuissant : Omnimon qui bat aisément Diaboromon et ses millions de copies. À la toute dernière minute, Diaboromon est trop rapide pour être touché, mais Izzy transfère tous les messages envoyés pour ralentir la connexion et le figer. Celui-ci est ensuite achevé par Omnimon d'un coup d'épée en plein dans la tête, déprogrammant les missiles et annihilant Diaboromon. Mais le virus affecte par la suite le Digimon de Willis : Kokomon.

### De nos jours
La troisième partie est issue du premier film dérivé de Digimon 02 et est le troisième chapitre du film (« De nos jours »). Alors qu'ils sont à New York, T.K. et Kari sont témoins d'une bataille entre Willis, son partenaire Terriermon et un monstre déséquilibré. Le monstre (Endigomon) que Willis désigne sous le nom de « Kokomon » insiste pour qu'il « retourne au point de départ », Willis et Terriermon se rendent donc au Colorado et Kari avertit Davis, Yolei et Cody, la dernière génération de digisauveurs, par e-mail ; après un périple en avions et taxis, ils finissent par rencontrer Willis en auto-stop dans un camion tandis que le train de Kari et T.K. déraille à cause du monstre, qui leur signifie de « ne pas intervenir ».
Après que les enfants aient mis en question ses liens avec le monstre, Willis révèle son histoire - il y a huit ans, un digi-œuf émerge de son ordinateur ; celui-ci éclot révélant deux jumeaux : Terriermon et Kokomon. Il imagine la possibilité de générer un autre digi-œuf avec son ordinateur, qu'un virus infecte et qui génère alors Diaboromon, le monstre battu par Omnimon ; le virus survit alors et s'en prend à Kokomon, qui disparaît ensuite sans laisser aucune trace pendant quatre années. Willis s'obstine à vouloir se confronter seul au monstre, mais il est touché par le soutien de Terriermon et la solidarité de Davis. Dans le combat final contre la méga-forme de la créature (Cherubimon), les digisauveurs se font dominer jusqu'à l'arrivée de Kari et T.K. Willis comprend ensuite qu'il doit retourner au point de départ pour savoir ce qui s'est réellement passé ; soit l'époque et l'âge de leur première rencontre en rajeunissant. T.K et Kari invoquent ensuite Magnadramon et Seraphimon, rapidement battu par le monstre. Ces derniers transfèrent leur énergie à Willis et Davis pour que leurs partenaires se digivolvent en Magnamon et en Rapidmon Merveilleux,. Le monstre indique qu'il veut guérir et les deux l'attaquent à l'unisson, le combat s'achève ; le virus éradiqué, « Kokomon » (Cherubimon) change de forme, remercie Willis et disparaît dans la lumière. Les digisauveurs retrouvent leur âge normal ; et Willis apprend plus tard que son Digimon est toujours vivant, prêt à éclore de son digi-œuf flottant dans l'océan. Kokomon éclot et apparaît à la fin du film sous la forme de Wendigomon, heureux d'être débarrassé du virus qui le rongeait.

### Court métrage d'introduction -Angela Anaconda
La vidéo commence — sauf dans les diffusions télévisées françaises et sur Blu-ray — avec un court métrage d'introduction par Angela Anaconda. Angela et ses amis font la queue pour voir Digimon, le film depuis plusieurs heures, mais Anette Manoir et ses amies coupent la file et révèlent leurs pass VIP. La bande d'Angela Anaconda se bouscule pour avoir les meilleures places, mais la maligne Anette invite Mme Brinks pour lui boucher la vue avec le chignon haut de la maîtresse d'école une fois installée dans la salle de cinéma. En colère, Angela s'imagine en train de se digivolver en Angelamon pour flanquer une digi-rouste à Anettemon (Anette dans un mécha à l'effigie de Mme Brinks) avec ses amis, devenus Ginamon et Johnnymon. Cependant, voyant apparaître un film à l'eau de rose, le public se rend compte qu'ils se sont trompés de salle et accours vers la bonne.

## Fiche technique
- Titre original : Digimon: The Movie
- Titre français : Digimon, le film
- Scénario : Reiko Yoshida, Jeff Nimoy, Bob Buchholz
- Direction artistique : Shigeru Ando
- Musique : Udi Harpaz, Amotz Plessner
- Production : Terri-Lei O'Malley
- Sociétés de distribution : 20th Century Fox, Saban Entertainment, Fox Kids (États-Unis / Canada) ; UFD[4] (France)
- Format : Couleurs - 35 mm
- Budget : 5,5 millions de dollars[6].
- Box office : 16 million de dollars[6]
- Durée : 85 minutes
- Dates de sortie : 
  - États-Unis et Canada : 6 octobre 2000
  - France, Belgique : 4 avril 2001
  - Suisse : 11 avril 2001
- Langue d'origine : anglais

## Développement

### Prémices
Toei Animation organise des salons consacrés à l'animation chaque printemps et chaque été, avec des films illustrant leurs productions animées du moment,. Le premier court métrage de Digimon est Digimon Adventure (film), réalisé par Mamoru Hosoda pour ses débuts en tant que réalisateur et sort le 6 mars 1999 pour l'événement '99 Spring Toei Anime Fair afin de promouvoir la série télévisée homonyme diffusée le lendemain matin sur Fuji TV, une projection avec le premier court Yu-Gi-Oh! dérivé de la série du studio et du film Dr. Slump : Arale's Surprise Burn. La production est réalisée avant les décisions finales concernant la série télévisée et est soumise à diverses exigences des exécutifs du projet multimédia Digimon. L’événement a rapporté 650 millions de yens.
Le deuxième court métrage, Bokura no Uō Gēmu! sort le 4 mars 2000 et est réalisé par Mamoru Hosoda pour le Toei Animation Spring 2000. Le métrage est diffusé avec One Piece, le film. Les deux métrages remportent un total de 2,166 milliards de yens,. Après la réalisation de cette production Digimon, Hosoda réalise différents spots publicitaires puis son premier long métrage avec One Piece : Le Baron Omatsuri et l'Île secrète en 2005, avant de quitter définitivement la Toei Animation pour devenir free-lance la même année, afin de réaliser des films sans l’influence d'un studio et des investisseurs,. Ce projet, considéré comme un « prototype » par une certaine presse,, a ensuite servi d'inspiration aux longs métrages du réalisateur, Summer Wars en 2009 et Belle en 2021
Le premier métrage dérivé de Digimon 02, le troisième métrage Digimon, sort le 8 juillet 2000 à l'occasion du Toei Animation Summer 2000. Il a été réalisé par Shigeyasu Yamauchi. Le film est projeté en deux parties, avec une projection du film Magical Doremi entre les deux segments. Seuls quatre mois séparent la sortie du précédent volet et de ce film dérivé de la saison en cours de diffusion au Japon ; Toei Animation refuse un scénario initialement validé, considéré comme sinistre et sans action, une dizaine de scripts seront élaborés et proposés en urgence, le métrage ne rencontre pas l'accueil escompté des fans et des critiques. L’événement a rapporté 120 milliards de yens.

### Contexte et écriture aux États-Unis
Dans le sillage du succès considérable rencontré par Warner Bros. avec les deux premiers films Pokémon, certains observateurs spéculent le souhait de la Fox d'émuler ce succès en proposant également un long métrage pour Digimon. Néanmoins, les seuls « films » produits pour Digimon à cette époque étaient des courts métrages saisonniers. La Toei Animation ne projette pas de produire un long métrage de telle envergure pour sa franchise (jusqu'à Last Evolution, vingt ans plus tard).
Au deuxième trimestre 1999, alors que la production du doublage anglais de la première série Digimon était bouclée, les scénaristes Jeff Nimoy et Bob Buchholz se sont vus proposer d'écrire Digimon, le film tout en négociant leurs contrats pour revenir écrire la deuxième saison télévisée. Plus tard, Nimoy déclare qu'il était préoccupé par le fait de combiner l'intrigue du troisième métrage, notamment en raison de son rythme lent et de l'introduction de huit nouveaux personnages qui ne figuraient pas dans les deux premiers métrages.
Nimoy et la productrice, Terri-Lei O'Malley, veulent utiliser les deux premières productions dans Digimon, le film et sortir le troisième séparément en tant que téléfilm, mais l'idée est rejetée; beaucoup d'échanges entre Saban, Fox Family, 20th Century Fox, Toei Animation et le fabricant de jouets Bandai ont établi l'obligation d'utiliser les trois métrages mais que le troisième volet pouvait être considérablement réduit ; afin de promouvoir la seconde saison télévisuelle,. Nimoy avait été déçu de cette décision, et c'est l'un des facteurs qui l'ont poussé, avec Buchholz, à précipiter son départ de l'équipe de scénaristes vers la fin de l'adaptation de la deuxième saison.
Comme Nimoy et Buchholz remarquent que les Digi-œufs sont une imagerie récurrente dans les trois métrages, ils s'en servent pour relier les récits. Après avoir monté les séquences et les avoir transmises au département de post-développement, ils commencent à écrire le scénario du film. Afin de relier les histoires des différents films entre elles, Nimoy et Buchholz ont réécrit le métrage de Digimon 02 pour que Willis soit aussi témoin et impliqué dans la création de Diaboromon,. L'écriture est dans le style plus punchy et avec l'humour plus nerveux de la série animée en Amérique du Nord et en France. Les trois productions duraient respectivement 20, 40 et 60 minutes, les métrages ont été condensées pour tenir sur un montage de 85 minutes,. Le métrage de Digimon 02 a été fortement amputé, notamment de son intrigue secondaire montrant les digisauveurs de la première saison capturé et rajeuni par Wendigomon. À l'origine, Nimoy faisait faire la narration du film à Tai, mais comme le personnage n’apparaît pas dans le remontage du troisième film, la charge fut donnée à un autre personnage, sa sœur Kari.
Avant la sortie de Digimon, le film, le film a donné lieu à un conflit entre Saban Entertainment et la Screen Actors Guild. La SAG est entrée en négociation pour que les comédiens sous contrat soient rémunérés sur la vente des cassettes vidéo et des diffusions télévisées qui suivraient, estimant que Digimon, le film était à considérer comme une œuvre originale en raison des dialogues qui s'écartaient du scénario original.

## Accueil

### Box-office
Aux États-Unis, Digimon, le film se hisse à la 5e place (pour une diffusion dans 1 825 salles) à son exploitation d'ouverture et rapporte 4 233 304 $ lors de son premier week-end. Les projections du film se sont achevées le 3 décembre 2000, à la 56e place du box office, avec un dernier week-end apportant 19 665 $ de recettes, pour un total de 9 631 153 $ au niveau national.  
En Europe, le film rapporte 2 200 656 $ en Allemagne la même année pour 667 563 entrées (et un démarrage avec 280 548 entrées) et 1 567 641 $ au Royaume-Uni pour 288 356 tickets vendus,. En Espagne, le film enregistre 252 007 entrées. En Italie, il fait 21 805 entrées et en Suisse, 10 453 entrées. 
En France, Digimon, le film enregistre un nombre total de 89 340 entrées sur 191 copies,, soit le 8e film d'animation japonais à licence dans le box office français (jusqu'en 2013). 
Il rapporte un total de 16 643 191 $ (équivalent à 29 203 502 $ en 2022), ce qui en fait un succès mineur au box-office par rapport à son budget de 5 millions de dollars (111 % de rentabilité monde). Plus de vingt-deux ans plus tard, Digimon, le film reste le projet cinématographique le plus rentable de la franchise.
Le succès à l'international de Digimon, le film conduit Toshio Suzuki à contacter Mamoru Hosoda pour réaliser Le Château ambulant, bien qu'il ait ensuite été écarté de la production en raison de divergences créatives, ; une expérience qui lance ensuite sa carrière. Digimon, le film reste le plus gros succès au box-office américain du réalisateur Mamoru Hosoda, vingt-deux ans après sa sortie. En France, il est le plus gros succès du réalisateur en France jusqu'en 2012, et est en 2021, le 5e film du réalisateur au box-office français.

### Accueil critique
Le film reçoit des retours globalement négatifs de la part des critiques américains, comparant la franchise à son homologue plus populaire, Pokémon.  D'après Rotten Tomatoes, seuls 24 % des critiques ont donné au film une critique positive (sur 41 critiques), pour une moyenne de 4/10. Le consensus des critiques du site est le suivant : « Un film prévisible avec une animation médiocre ». Sur Metacritic, le film a une note moyenne de 20 sur 100 selon 17 critiques, ce qui indique des « critiques généralement défavorables ». 
Pour les critiques du New York Times, du Globe and Mail et de Common Sense Media, l'intrigue et les personnages n'étaient pas suffisamment mis en valeur, pouvant exclure un public qui ne connaissait pas la série télévisée. Dwayne E. Leslie du magazine Box Office note pour trois étoiles sur cinq un film à la violence exacerbée, mais prévisible « sur le fait que les amis sont toujours là les uns pour les autres ». La bande sonore est bien accueillie par Heather Phares de AllMusic, avec une note de trois étoiles sur cinq, présentant la sélection rock, ska, punk et pop comme étonnamment moderne et dynamique. Les critiques de la presse française comme Télérama, Repérages, Le Parisien et La Libre mettent l'accent sur le fait qu'il s'agit d'un film d'animation japonais, critiquant un manque d'originalité dans la formule et les motivations, ainsi qu'un manque de soin dans la production visuelle. DVDAnime note un doublage français « excellent », « les voix sont bien choisies et les acteurs jouent avec conviction » et donne quatre étoiles sur 5 à un film qui « retrouve tout ce qui fait le succès de la série ».  
Lors des Stinkers Bad Movie Awards de 2000, le film remporte le prix de la « pire réalisation en animation », mais le magazine Animage a établi une liste des 100 meilleures productions d'anime en janvier 2001, et Digimon, le film s'est classé 88e sur cette liste.  

### Postérité
Au moment de sa sortie et au fil des ans, le film est accueilli plus favorablement par le spectateur,.  Vingt ans après sa sortie, Digimon, le film trouve ses adeptes. Articles, critiques, mèmes, légendes urbaines, engouements sur les réseaux sociaux comptant quelques milliers d'engagements,,. « Je suis si fier que ça puisse trouver un public. C'est tout ce qu'un réalisateur peut demander. [...] Le film vole de ses propres ailes maintenant. » exprime Jeff Nimoy en octobre 2020.
« Digimon, le film est-il meilleur que les trois films dont il adaptait le contenu ? Non, pas le moins du monde. Cela ne veut pas dire que ce film ne peut pas s’apprécier comme tel sur ses propres mérites, d'autant plus qu'il constitue une excellente étude de cas sur l'art du doublage et de l'adaptation de médias étrangers en anglais », exprime Dale Bashir pour IGN Southeast Asia. « Les doublages d'anime et les accords étant très différents aujourd'hui, ce film est reste intouchable après vingt ans et c'est sincèrement un projet qui ne pourrait jamais exister de nos jours [...] Désormais, même les critiques sur le film deviennent des éloges, car les fans ont connaissance du micmac qui se passait en coulisses. Les défauts sont maintenant une vitrine affectueuse pour les localisations d'anime d'il y a vingt ans, et les meilleurs moments sont toujours tendrement appréciés de nos jours », exprime Nick Valdez pour ComicBook. La bande-son influencée par le ska punk obtient une reconnaissance,,,, « mémorable », pour IGN ; « c'est une capsule temporelle sur les années 2000 quasi parfaite », pour CBR.
En janvier 2022 à l'occasion de la sortie de Belle, Mamoru Hosoda exprime que chaque fois qu'il fait la promotion d'un nouveau projet à l'étranger, il rencontre désormais de nombreuses personnes qui ont grandi avec Digimon et qui évoquent Digimon, le film, un succès « vu dans de nombreux pays » et qui lui a ouvert des opportunités trois ans après ses débuts de réalisateur, et que ces rencontres sont « un plaisir [...] une très belle expérience ».

## Distribution

### Voix françaises
- Annabelle Roux : Sora, Biyomon, Palmon
- Antoine Nouel : Terriermon, Gargomon, Rapidmon, l'oncle de Matt, le militaire, Armadillomon, Angemon, Seraphimon, voix intertitres (version VHS uniquement)
- Donald Reignoux : Tai
- Dorothée Pousséo : Yolei, Cody
- Érik Colin : Keramon/Infermon/Diaboromon, MetalGreymon, MetalGarurumon, Omnimon
- Fabrice Trojani : Davis, Halsemon
- Franck Tordjman : Joe
- Gérard Surugue : WarGreymon, Raidramon, le chauffeur
- Hervé Rey : Botamon, Koromon, Agumon, Greymon
- Marie-Eugénie Maréchal : T.K (petit), Kari
- Michèle Lituac : Mimi, Mère de Tai, Gatomon, Angewomon, Magnadramon, opératrice téléphone, personne âgée du salon de coiffure
- Michel Prud'homme : Parrotmon, Digmon, Kokomon (Wendigomon), Antylamon, Gennai, Cherubimon, le livreur de pizza, journaliste TV, le vieux client du barbier, le professeur de Joe
- Natacha Gerritsen : Izzy, Patamon, Poromon, Hawkmon, la camionneuse
- Paolo Domingo : Willis
- Thierry Bourdon : T.K. (adolescent), Tentomon, Kabuterimon, le Barbier, DemiVeemon, Veemon, Flamedramon, Magnamon, Upamon, Armadillomon (une réplique)
- Valérie de Vulpian : Mère de Sora, la caissière

Adaptation : Laurence Salva-Vignes

### Voix américaines
- Lara Jill Miller : Kari
- Joshua Seth : Tai
- Bob Papenbrook : Greymon
- David Lodge : Parrotmon
- Dorothy Elias-Fahn : Mère de Tai
- Michael Sorich : Miko, grand Agumon, Gargomon
- Peggy O'Neal : Botamon
- Colleen O'Shaughnessey : Sora, étudiant masculin
- Brianne Siddall : Koromon, Kuramon
- Jeff Nimoy : Conducteur de camion 1, voix de téléphone 1, le barbier, Barney, Cabbie, Enfant 3, Tentomon, Kabuterimon, MegaKabuterimon
- Bob Buchholz : Conducteur de camion 2, client masculin, Voix de téléphone 2, opérateur de messagerie vocale, oncle Al, Andy, chef d'équipe
- Philece Sampler : Mimi, Grand-mère de Matt, Cody
- Mona Marshall : Izzy, Terriermon
- Michael Lindsay : Joe, Greymon
- Michael Reisz : Matt
- Wendee Lee : Petite fille 1, fille de partie 1, T.K. (petit), Kokomon
- Elizabeth Rice : Garçon 1, Mère de Sora, Opérateur 1, enfant 2
- Anna Garduno : Garçon 2, Palmon, Tante Bea, la camionneuse, enfant 1
- Neil Kaplan : Garçon jumeau 1, voix d'ordinateur 2, professeur, Hawkmon, Halsemon
- Doug Erholtz : T.K. (adolescent)
- Tifanie Christun : Fille d'anniversaire, fille d'épicerie, Biyomon, Yolei
- Ralph Garman : Journaliste
- Paul St. Peter : Keramon, Infermon, Diaboromon, Wendigomon, Antylamon, Cherubimon
- Tom Fahn : Agumon, Digmon
- Mike Reynolds : Gennai
- Kirk Thornton : Gabumon, MetalGarurumon, Omnimon
- Laura Summer : Patamon
- R. Martin Klein : Gomamon
- Edie Mirman : Opérateur enregistré, Gatomon, Angewomon, Magnadramon
- Steve Blum : Voix d'ordinateur 1, Poromon, Flamedramon, Raidramon, Magnamon
- Joseph Pilato : MetalGreymon
- Lex Lang : WarGreymon, Omnimon, Rapidmon
- Bob Glouberman : Willis
- Brian Donovan : Davis
- Dave Mallow : Upamon, Angemon, Seraphymon
- Derek Stephen Prince : Vendeur de pizza, DemiVeemon, Veemon
- Robert Axelrod : Armadillomon

## Musique

### Orchestration
Les compositions du long métrage sont de Udi Harpaz et Amotz Plessner, exécutées par l'orchestre symphonique de Tel Aviv. Ces compositions originales et les morceaux musicaux seront repris par la suite dans la seconde saison télévisée.

### Album studio
Digimon, le film (Bande originale du film) est l'album réunissant les titres musicales du film, incluant quelques petits bonus musicaux.
Il a été commercialisé par Maverick Records, le 19 septembre 2000 aux États-Unis et en avril 2001 en France peu après la sortie du film au cinéma. 
Paul Gordon est l'auteur, le compositeur de la bande originale ska-punk-pop, ainsi que l'interprète des titres Let's Kick it Up, Change into Power et Hey Digimon. Jasan Radford est l'interprète des titres Run Around, Going Digital et Strange. Les reprises en français pour l'album sont de C. Et C. Vallois, interprète de la série télévisée.
| No  | Titre                                                                         | Auteur(s)                   | Durée |
| --- | ----------------------------------------------------------------------------- | --------------------------- | ----- |
| 1.  | Digi Rap (Version Française Par C. Et C. Vallois)                             | M.C. Pea Pod, Paul Gordon   | 3:11  |
| 2.  | All Star                                                                      | Smash Mouth                 | 3:20  |
| 3.  | The Rockafeller Skank (version courte)                                        | Fatboy Slim                 | 4:02  |
| 4.  | Kids in America                                                               | LEN                         | 3:54  |
| 5.  | Les Digimon (Version Française Par C. Et C. Vallois)                          | Paul Gordon                 | 2:31  |
| 6.  | One Week                                                                      | Barenaked Ladies            | 2:52  |
| 7.  | The Impression That I Get                                                     | The Mighty Mighty Bosstones | 3:17  |
| 8.  | All My Best Friends Are Metalheads                                            | Less Than Jake              | 3:13  |
| 9.  | Run Around                                                                    | Jasan Radford               | 2:09  |
| 10. | Nowhere Near                                                                  | Summercamp                  | 2:21  |
| 11. | Spill                                                                         | Showoff                     | 2:16  |
| 12. | Here We Go                                                                    | Jason Gochin                | 2:25  |
| 13. | Digimon (Générique TV) (Version Française Par C. Et C. Vallois) (piste bonus) | Paul Gordon                 | 3:00  |
| 14. | Change Into Power (piste bonus)                                               | Paul Gordon                 | 2:35  |
| 15. | Let's Kick It Up (piste bonus)                                                | Paul Gordon                 | 3:12  |
| 16. | Going Digital (piste bonus)                                                   | Jasan Radford               | 3:00  |
| 17. | Strange (piste bonus)                                                         | Jasan Radford               | 2:48  |

## Médias

### Cassettes, DVD, TV
Le long métrage est distribué en France sous format cassette vidéo par Fox Pathé Europa en septembre 2001 puis en DVD, le 4 octobre 2001.
La vidéocassette contient la version présentée au cinéma et à la télévision, avec le générique en anglais. Il propose un mixage différent du DVD avec quelques variations, notamment le Agumon du 1er segment « Il y a huit ans » et sa digivolution aux voix modifiées dans les graves, ainsi celles de certains Digimon altérées dans le monde de Kokomon du 3e segment. Une voice-over française est également présente sur les intertitres anglais.
En France, Digimon, le film est diffusé pour la première fois à la télévision sur Canal+ le 10 août 2002. En Belgique francophone, le 8 février 2005 sur Club RTL. Le court métrage de Angela Anaconda est réédité sous forme d'un épisode dans la série télévisée, « Les meilleures places » (Good Seats), le 15 janvier 2001, sans mentions ou visuels de Digimon.
Aux États-Unis, l'éditeur américain Discotek Media annonce l'acquisition des droits de Digimon, le film en juillet 2023 pour une première sortie en Blu-ray, qui comprend également un doublage en anglais pour les métrages individuels, réunis en une seule collection avec le casting historique de cette production, notamment Joshua Seth, Michael Reisz, Lara Jill Miller et Brian Donovan,,. 

### Produits dérivés
Dans chaque cassette et DVD vendu en grande surface, une carte de collection Digimon en version limitée est offerte. Il y a, au total, douze cartes à collectionner de la version limitée.
En grande distribution, un pack de figurines Omnimon (comprenant ce dernier ainsi que les figurines WarGreymon et MetalGarurumon) et un pack Digimon Merveilleux, les formes exclusives à ce long métrage (Seraphimon, Magnadramon, ainsi que les formes dorées de Magnamon et Rapidmon) ont été commercialisés par Bandai France en avril 2001 à l'occasion de la sortie nationale du film. 